# Озеро Джека Лондона

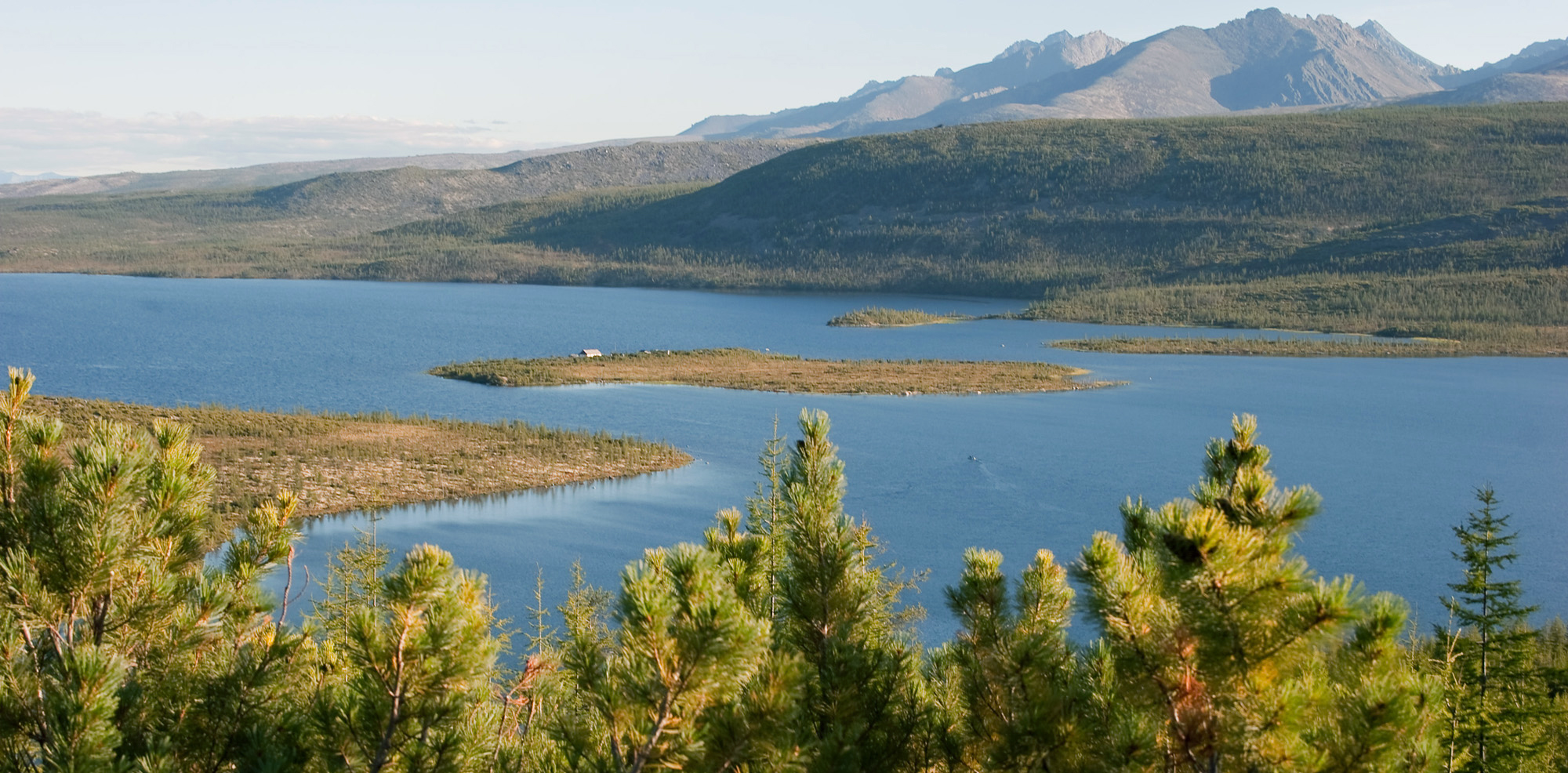
Озеро Джека Лондона та метеостанція на острові

О́зеро Дже́ка Ло́ндона — озеро в Магаданській області Росії. Розташоване на Верхньоколимському нагір'ї біля підніжжя хребта Великий Аннгачак.
За легендою свою назву озеро отримало завдяки незвичайній знахідці, зробленій «першовідкривачами». Коли озеро було виявлене, на березі дослідники знайшли том Джека Лондона.
Озеро є одним з самих великих озер Магаданської області. Воно лежить на висоті 803 метра над рівнем моря. Витягнуто з північного заходу на південний схід на 10 км. Ширина його 1,5 — 2,0 км, глибина досягає 50 метрів.
Береги невисокі, частіше порослі модриновим лісом або кедровим стлаником. По берегах зустрічаються піщані пляжі. Декілька мисів виступають в озеро. На острові Вера, розташованому в північній частині озера, працює метеостанція. До кінця липня на озері плавають крижини, але біля берегів вода прогрівається до +10 — 12 °C. Найвищі рівні води спостерігаються в середині-кінці липня. Замерзає озеро в середині жовтня. Товщина льоду до кінця травня досягає 170—190 см.
У озеро впадає річка Пурга і кілька гірських струмків. Самі повноводні із них, Невідомий та Студений. Протокою Варіантів воно сполучене з озером Танцюючих Харіусів, з якого витікає річка Кюель-Сіен, що впадає в річку Колиму. Навколо озера Джека Лондона безліч невеликих за площею озер. Найбільш виділяються за розмірами — озера Мрія, Анемона, Сіра Чайка, Невидимка, Сусіднє, Кудиновські озера. Озера займають пониження, утворені моренами стародавніх льодовиків.